# Эрцгебиргсштадион
Эрцгебиргсштадион (нем. Erzgebirgsstadion) — футбольный (до реконструкций мультиспортивный) стадион в Ауэ-Бад-Шлема, Германия. В настоящее время используется для проведения футбольных матчей и является домашним стадионом для футбольного клуба «Эрцгебирге». Стадион вмещает 16 485 человек и был построен в 1928 году.

## История
Самый первый стадион на этом месте назывался «Муниципальный стадион» (нем. Städtisches Stadion) и был открыт 29 мая 1928 года. Стадион открылся как многофункциональное спортивное сооружение с футбольным полем и легкоатлетическим дорожками.
После образования ГДР стадион был полностью перестроен в 1950 году за 4 месяца. Стадион открылся 20 августа 1950 года и получил название «Стадион Отто Гротеволя» (нем. Otto Grotewohl Stadium) в честь Отто Гротеволя, премьер-министра ГДР. В период с 1986 по 1992 год на стадионе была проведена масштабная реконструкция, и в 1991 году стадион был переименован в «Эрцгебиргсштадион». С тех пор стадион был реконструирован в 2004, 2010 и 2015—2018 годах. После реконструкций стадион стал полностью футбольным.

## Галерея

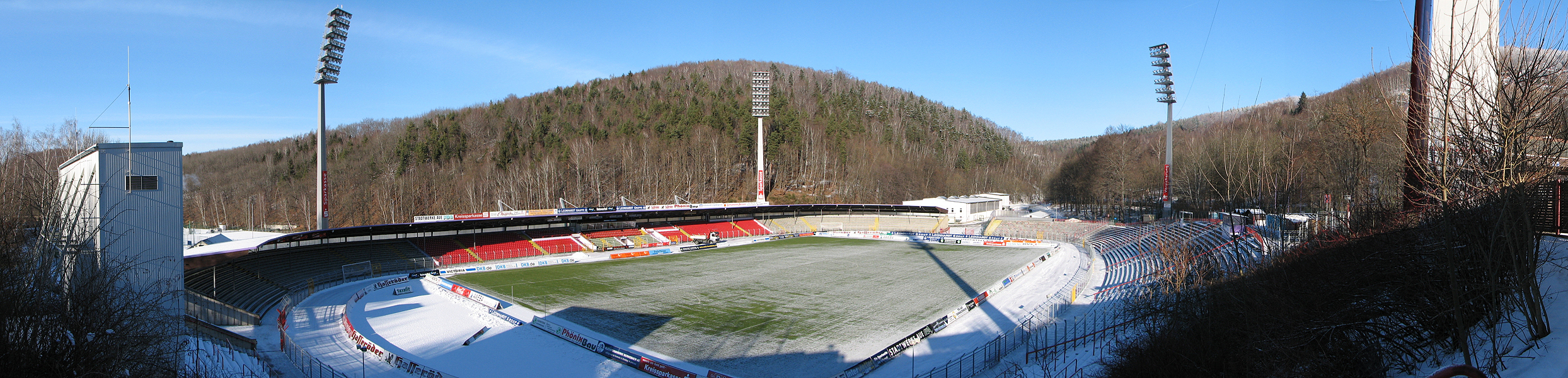
Панорама Эрцгебиргсштадиона в 2006 году
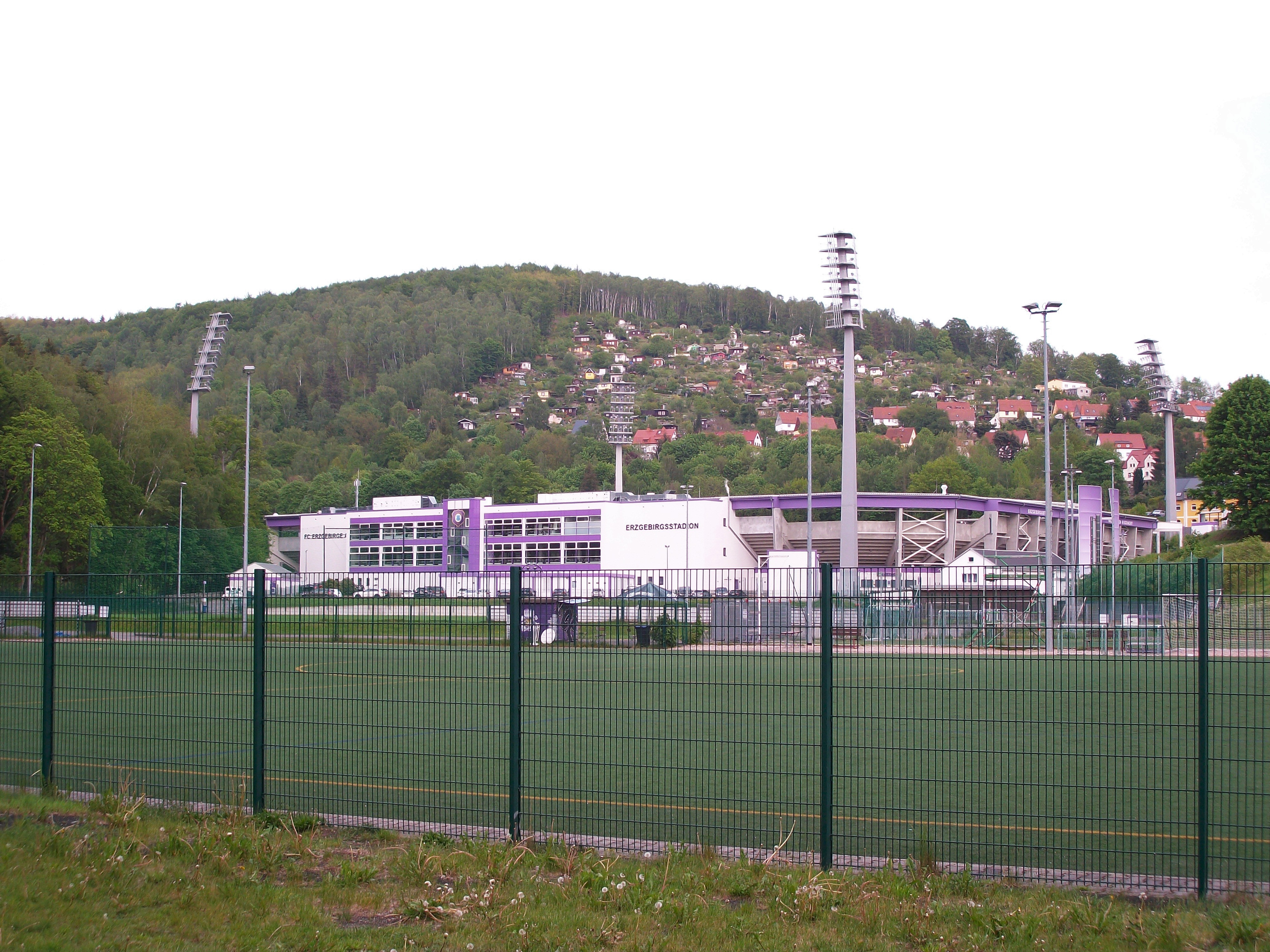
Стадион в 2019 году